# Papa-moscas-chasco
O papa-moscas-chasco (Agricola infuscatus) é uma espécie de ave da família Muscicapidae.
Pode ser encontrada nos seguintes países: Angola, Botswana, Namíbia e África do Sul.
Os seus habitats naturais são savanas áridas.